# 白身蛇綿鳚
白身蛇綿鳚（学名：Lycenchelys alba）為輻鰭魚綱鱸形目绵鳚亞目绵鳚科的其中一種，其种加词“alba”意为“白色的”。分布於北大西洋區，包括法國、亞速群島、拉布拉多半島海域，屬深海底棲性魚類，棲息深度在水深3365 公尺，體長可達26.7公分。